# Tyra Gittens
Tyra Gittens-Spotsville (6 giugno 1998) è una lunghista, altista e multiplista trinidadiana.

## Biografia
Nata nello stato di Trinidad e Tobago, si trasferisce a Nashville per continuare gli studi e successivamente rientra nella formazione della Texas A&M University dove compete nei campionati NCAA.
Debutta internazionalmente ai Giochi CARIFTA 2017, vincendo una medaglia d'oro nel salto in lungo. Nel 2019 ha partecipato alle Universiadi di Napoli e ai Giochi panamericani. Gittens è detentrice dei record trinidadiani delle prove multiple.

## Palmarès
| Anno | Manifestazione          | Sede         | Evento         | Risultato | Prestazione | Note |
| ---- | ----------------------- | ------------ | -------------- | --------- | ----------- | ---- |
| 2017 | Giochi CARIFTA U20      | Willemstad   | Salto in lungo | Argento   | 6,10 m      |      |
| 2017 | Giochi CARIFTA U20      | Willemstad   | Eptathlon      | Oro       | 4 854 p.    |      |
| 2017 | Panamericani U20        | Trujillo     | Salto in lungo | Bronzo    | 6,22 m      |      |
| 2017 | Panamericani U20        | Trujillo     | Eptathlon      | 4ª        | 5 229 p.    |      |
| 2018 | Campionati NACAC        | Toronto      | Salto in lungo | 4ª        | 6,25 m      |      |
| 2018 | Giochi CAC              | Barranquilla | Eptathlon      | dnf       | dnf         |      |
| 2019 | Universiadi             | Napoli       | Salto in alto  | 9ª        | 1,75 m      |      |
| 2019 | Universiadi             | Napoli       | Salto in lungo | 5ª        | 6,37 m      |      |
| 2019 | Giochi panamericani     | Lima         | Eptathlon      | dnf       | dnf         |      |
| 2021 | Giochi olimpici         | Tokyo        | Salto in lungo | 10ª       | 6,60 m      |      |
| 2022 | Mondiali                | Eugene       | Salto in lungo | 19ª (q)   | 6,44 m      |      |
| 2022 | Giochi del Commonwealth | Birmingham   | Salto in alto  | 14ª (q)   | 1,76 m      |      |
| 2022 | Giochi del Commonwealth | Birmingham   | Salto in lungo | 11ª       | 6,27 m      |      |
| 2023 | Giochi CAC              | San Salvador | Salto in lungo | 6ª        | 6,19 m      |      |
| 2025 | Mondiali indoor         | Nanchino     | Salto in lungo | 12ª       | 6,36 m      |      |